# Aethiothemis palustris
Aethiothemis palustris là một loài chuồn chuồn ngô thuộc họ Libellulidae. Nó được tìm thấy ở Bờ Biển Ngà, Ghana, Guinea, Guinea-Bissau, Mali, Nigeria, có thể cả Ethiopia, và có thể cả Uganda.